# Alex Gehrer

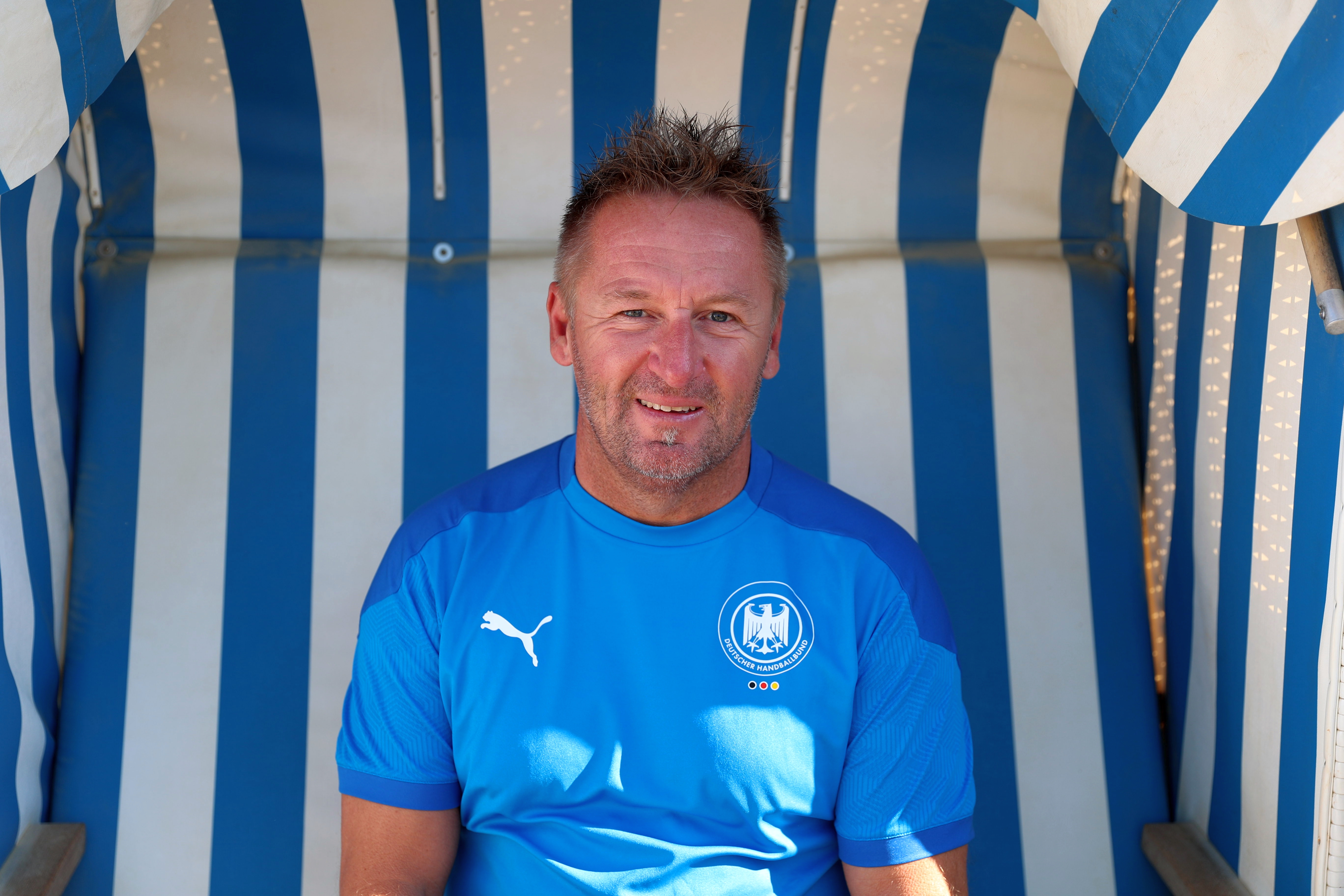
Alex Gehrer am Rande der Deutschen Beachhandball-Meisterschaften 2022

Alexander Gehrer (* in Göppingen) ist ein deutscher Sportmanager, Handballspieler und -trainer sowie Sportfunktionär. Er ist einer der Pioniere des Beachhandballs in Deutschland.

## Berufliche Entwicklung und Hallenhandball
Alex Gehrer studierte von 1994 bis 1997 Sportwissenschaften an der Universität Tübingen und schloss sein Studium mit dem Diplom ab; Thema der Diplomarbeit war Beach-Handball – eine Antwort auf den Zeitgeist der Gesellschaft?. Anschließend arbeitete er im Handball Competition Management für das Sydney Organising Committee for the Olympic Games 2000. Von 2001 bis 2008 arbeitete er für die Marketing-Agentur „saltico“ und betreute hier in den Bereichen Marketing, Kommunikation und Nachwuchskonzepte den Handballbundesligisten Frisch Auf Göppingen. In dieser Funktion gründete Gehrer gemeinsam mit Kurt Reusch, dem damaligen Landestrainer des Handballverbandes Württemberg, das Jugendförderprojekt „RSZ Handball Akademie Göppingen“ (RSZ). Dieses sollte Vorreiter für viele Handball-Nachwuchszentren in Deutschland werden. Das RSZ wurde von Spielern wie Tim Kneule, Marcel Schiller, Kai Häfner und Jens Bechtloff durchlaufen. 2008 wurde Gehrer der „Head of Marketing“ bei der Internationalen Handballföderation (IHF) und baute in Basel die Marketing-Abteilung des Weltverbandes auf. Hier war er für die Vermarktung der Handball-Weltmeisterschaft der Männer in Kroatien als auch die Handball-Weltmeisterschaft der Frauen 2009 in China verantwortlich. Ende 2010 wechselte er in selber Position zur Europäischen Handballföderation (EHF) nach Wien. 2016 machte sich Gehrer mit seiner Agentur „Alex Gehrer Sport Consulting“ selbständig und organisiert und vermarktet mit dieser verschiedene Projekte überwiegend im Handball. Dazu gehören unter anderem mit dem OLYMP FINAL 4 das Finale um den DHB-Pokal der Frauen sowie die Dampland Beach Open. Zudem ist er seit 2005 als Marketing Supervisor der EHF Champions League tätig.

## Beachhandball
Von besonderer Bedeutung ist Gehrer für den Beachhandball. Er gehörte zu den Spielern des TSV Bartenbach, die die erst vor Kurzem in Italien entwickelte Sportart nach Deutschland brachten. Mit der Unterstützung des Deutschen Handballbundes (DHB) und des Handballverbands Württemberg wurde 1994 das erste permanente Beachhandball-Feld der Welt errichtet und am 23. Juni 1994 das erste Beachhandball-Turnier in Deutschland organisiert. Danach war er an der Entwicklung einer Turnier-Serie, der Beachhandball-Masters-Serie, beteiligt, die seit 1996 ausgetragen wird und auch die Teilnehmer der Deutschen Meisterschaften ausspielt. Auch die Deutschen Meisterschaften werden seit 1996 ausgetragen. 2000 wurde Gehrer der erste Bundestrainer der Männer-Nationalmannschaft, die er somit aufbauen musste. In dieser Zeit nahm Deutschland an allen Europameisterschaften teil, größter Erfolg war hier 2004 der Gewinn der Silbermedaille in Alanya. Damit qualifizierte sich die Mannschaft auch für die World Games 2005 in Duisburg, wo sie das Halbfinale erreichte und am Ende den vierten Platz belegte. Zudem fällt die bis 2022 einzige Teilnahme an Weltmeisterschaften in diesen Zeitraum. An der Copacabana war Gehrer 2006 nicht mehr als Trainer, sondern als Delegationsleiter und Co-Trainer sowohl der Männer- als auch der Frauen-Nationalmannschaft im Einsatz. Die Männer wurden Achte, fehlende Unterstützung durch den DFB verhinderten ein besseres Ergebnis, während die Frauen das Finale erreichen konnten und sich nur Brasilien geschlagen geben mussten. Als Spielertrainer der Handball Akademie Göppingen wurde Gehrer 2006 zudem Deutscher Meister. Für den DHB war er an der Ausarbeitung des Beachhandball-Strukturplans für den Zeitraum 2019 bis 2025 beteiligt. Mittlerweile ist er auch als Beach-Referent für den Handballverband Baden-Württemberg verantwortlich für den Beachhandball.
Seit 2005 ist Gehrer auch international im Beachhandball engagiert. 2005 wurde er „EHF-Beachhandball-Delegierter“, war 2007 Gründungsmitglied der „IHF Beach Handball Working Group“, ist seit 2008 „IHF Beach Handball Delegierter“, seit 2017 „EHF Beach Handball Lektor“ und seit 2022 „EHF Beach Handball Expert“. Bei den Weltmeisterschaften 2008 in Cádiz und den World Games 2009 in Kaohsiung war er als Delegierter für die IHF vor Ort, was für die hohe internationale Wertschätzung sprach, obwohl zwischen 2008 und 2014 Beachhandball in Deutschland vom DHB nicht mehr gefördert und nur noch als Freizeitsport angesehen wurde. Im Auftrag der EHF entwickelte Gehrer seit 2019 gemeinsam mit Frowin Fasold die Beachhandball-Variante „Mini Beach Handball“ für Kinder, wozu neben der Schaffeung der Regeln auch die Produktion eines offiziellen Erklärvideos gehörte. Mit seiner Diplomarbeit widmete sich Gehrer als einer der ersten Autoren dem Beachhandball. Seitdem folgten diverse weitere Veröffentlichungen in Fachpublikationen. 2006 veröffentlichte er das erste deutschsprachige Buch zum Thema, 2022 war er neben Frowin Fasold und Stefanie Klatt am Buch Beach Handball for Beginners beteiligt.

## Privates
Gehrer ist seit 2012 mit einer promovierten Luft- und Raumfahrttechnikerin verheiratet, beide haben drei zwischen 2016 und 2021 geborene gemeinsame Töchter. Er lebt in Bartenbach.

## Publikationen
- Beach-Handball. Eine Antwort auf den Zeitgeist der Gesellschaft? Diplomarbeit. Universität Tübingen, Tübingen 1997.
- Beach-Handball. Eine Trendsportart für den Schul- und Freizeitsport. In: Sportunterricht 48 (1999), Heft 7, S. 280–285.
- The Development of Beach-Handball over the past ten Years. In: European Handball Federation – Periodical for Referees and Coaches 01/2004. Wien 2004.
- Beach-Handball. Der neue Sommersport. Göppingen 2006.
- mit Oliver König, Jan van de Vyle und Ioannis Meimaridis: World Games Kaohsiung 2009 beach handball tournament. Statistical analysis. Digitalisat.
- mit Frowin Fasold: Beachhandball mit Kindern. Spielerlebnis in vier Schritten. In: Handball Training Junior Band 4 (2022), S. 28ff.
- mit Frowin Fasold: Showdown im Shootout. Shootout im Kinderbeachhandball – Üben und spielen. In: Handball Training Junior Band 4 (2022), S. 36ff.
- mit Frowin Fasold und Stefanie Klatt: Beach Handball for Beginners. History, Organization, Rules and Gameplay. Springer-Verlag, Heidelberg 2022, ISBN 978-3-662-64565-9.

## Einzelbelege
1. ↑  Ostsee Resort Dampland: Beachhandball Open 21 im Ostsee Resort Dampland. Abgerufen am 29. Juli 2022.
2. ↑  Fabian Scheler: Beachhandball: "Tore nach einer Pirouette zählen doppelt". In: Die Zeit. 3. Juli 2019, abgerufen am 29. Juli 2022.
3. ↑  Strukturplan (pdf)
4. ↑  Experte für Beachhandball. Abgerufen am 29. Juli 2022.
5. ↑  Youngsters help test mini beach handball regulations. Abgerufen am 29. Juli 2022 (deutsch).
6. ↑  Stockfotos, Editorial und Creative Bilder | Bildagentur IMAGO: Bundestrainer Alex Gehrer (Deutschland) mit seinem Buch Beach Handball, der neue Sommersport Bea. 21. August 2006, abgerufen am 29. Juli 2022.

| Personendaten    | Personendaten                                                         |
| ---------------- | --------------------------------------------------------------------- |
| NAME             | Gehrer, Alex                                                          |
| ALTERNATIVNAMEN  | Gehrer, Alexander                                                     |
| KURZBESCHREIBUNG | deutscher Sportmanager, Sportfunktionär, Handballspieler und -trainer |
| GEBURTSDATUM     | 20. Jahrhundert                                                       |
| GEBURTSORT       | Göppingen                                                             |